# Eròfil
Eròfil (en llatí Erophilus) fou un distingit gravador de pedres precioses, que sembla que era fill de Dioscúrides.
Va viure en temps dels primers emperadors romans. És conegut per una bonica gemma amb el cap d'August en la que apareix el seu nom com a autor.